# Leme (São Paulo)
Leme ist eine Stadt im brasilianischen Bundesstaat São Paulo.

## Geographie

### Distrikte
Die Gemeinde ist nicht in Distrikte unterteilt, es gibt nur den Hauptdistrikt.

## Geschichte
Die Gemeinde wurde 1895 durch Landesgesetz gegründet.

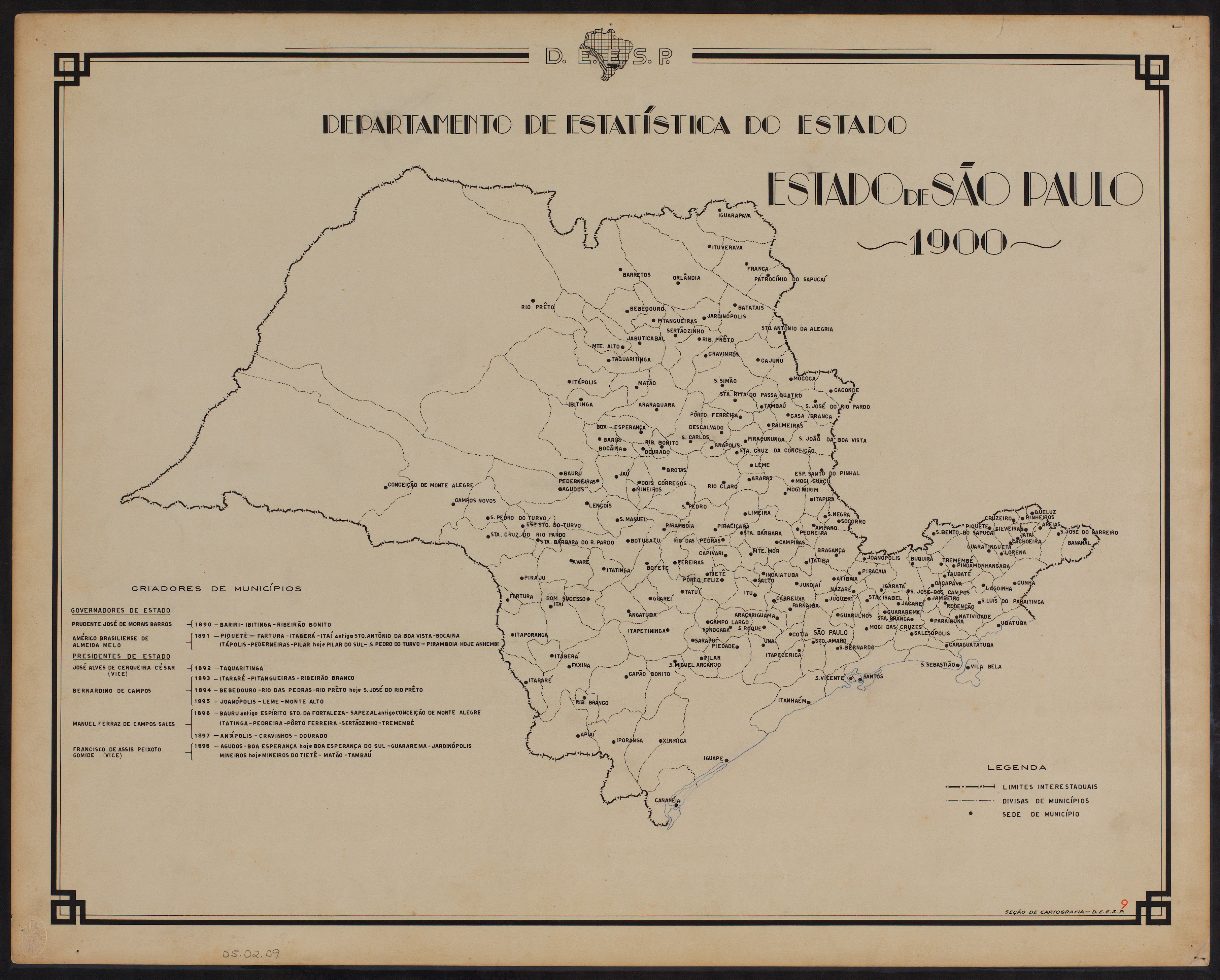
Karte des Bundesstaates São Paulo (1900).

## Bevölkerung
| Bevölkerungsentwicklung | Bevölkerungsentwicklung |
| Jahr                    | Bevölkerung             |
| ----------------------- | ----------------------- |
| 1920                    | 9.153                   |
| 1940                    | 13.783                  |
| 1950                    | 15.480                  |
| 1960                    | 21.518                  |
| 1970                    | 31.229                  |
| 1980                    | 46.253                  |
| 1991                    | 68.215                  |
| 2000                    | 80.757                  |
| 2010                    | 91.756                  |
| 2022                    | 98.161                  |
| [ 5 ] [ 6 ] [ 7 ]       |                         |

## Religion
Das Christentum ist in der Stadt wie folgt vertreten:

### Römisch-katholische Kirche
Die katholische Kirche in der Gemeinde ist Teil der bistum Limeira.

### Protestantische Kirchen
In der Stadt gibt es die unterschiedlichsten protestantischen Denominationen, hauptsächlich Pfingstler, darunter die brasilianischen Assemblies of God, die Christliche Kongregationalistische Kirche in Brasilien, und andere.

## Persönlichkeiten
- Nicanor de Carvalho (1947–2018), Fußballspieler und -trainer